# Catena Mendeleev
Catena Mendeleev - łańcuch kraterów na powierzchni Księżyca, o długości 188 km. Jego współrzędne selenograficzne to 6,18°N; 139,24°E.
Catenę nazwano od krateru Mendeleev, nazwa została zatwierdzona przez Międzynarodową Unię Astronomiczną w roku 1976.